# 橫帶小孔蟾魚
橫帶小孔蟾魚（学名：Halophryne diemensis），為輻鰭魚綱蟾魚目蟾魚科的其中一種，分布於印度西太平洋區，包括緬甸、印尼、柬埔寨、中國、巴布亞紐幾內亞及澳洲的鹹水半鹹水水域，體長可達26公分，為底棲性魚類，棲息在珊瑚礁或潮間帶，將身體埋於砂石中等待獵物，以甲殼類、橈腳類、魚類等為食。